# Cérences
Cet article possède un paronyme, voir Créances.
Cérences est une commune française, située dans le département de la Manche en région Normandie, peuplée de 1 806 habitants.
Elle fait partie des villages labellisés Village patrimoine, qui œuvrent à mettre en avant leurs patrimoines matériels et/ou immatériels (historique, culturel, naturel, architectural, etc.). 

## Géographie

### Localisation
La commune est au sud du Coutançais. Son bourg est à 6 km à l'est de Bréhal, à 7 km à l'ouest de Gavray, à 17 km au sud de Coutances, à 17 km au nord-est de Granville et à 20 km au nord-ouest de Villedieu-les-Poêles.
Le territoire de Cérences est le plus étendu des trente communes du canton de Bréhal. La Sienne, rivière d'environ 80 km de long, prend sa source en forêt de Saint-Sever et termine son cours à Regnéville-sur-Mer dessinant un paysage des plus remarquables : le havre de Regnéville. À Cérences, la Sienne offre de beaux méandres ainsi que des moulins.
| Muneville-sur-Mer                                             | Quettreville-sur-Sienne, Trelly(sur quelques dizaines de mètres), Le Mesnil-Aubert | Le Mesnil-Aubert, Lengronne |
| Bricqueville-sur-Mer, Bréhal(sur quelques dizaines de mètres) | Cérences                                                                           | Ver                         |
| Chanteloup                                                    | Hudimesnil, Le Loreur                                                              | Ver                         |

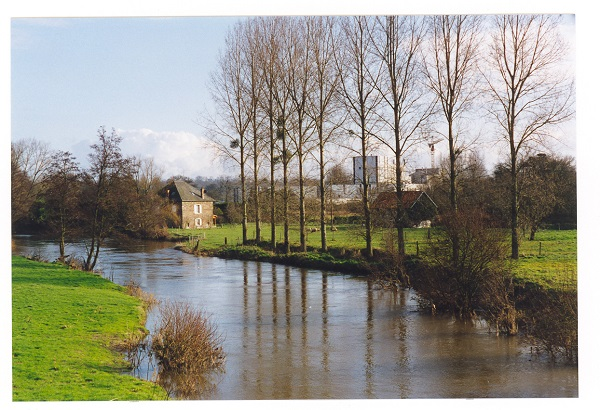
La Sienne.
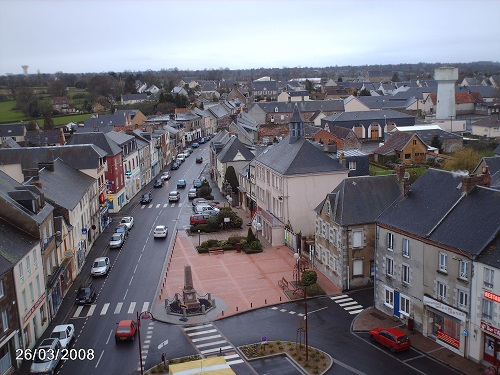
Le centre-bourg.

### Hydrographie
La commune est située dans le bassin Seine-Normandie. Elle est drainée par la Sienne, le Batteret, le ruisseau de la Chaussee, le ruisseau d'Equilbec, un bras de l'Equilbec, le cours d'eau 01 de Chevalier, le cours d'eau 01 de la commune de Cérences, le cours d'eau 01 de la Moussardière, le cours d'eau 01 de la Paronne, le cours d'eau 01 de la Vigorie, le cours d'eau 01 des Huets, le cours d'eau 01 du Tourneur, le cours d'eau 01 du Village Escoulant, le cours d'eau 02 de la commune de Cérences, le cours d'eau 04 de la Maladrerie, le cours d'eau 06 de la Huberdière, le fossé 01 du Château de Chanteloup, le fossé 01 du Moulin de Guelle, le ruisseau de la Chaussée, le Soquet et divers autres petits cours d'eau,.
La Sienne, d'une longueur de 93 km, prend sa source dans la commune de Noues de Sienne et se jette  dans le golfe de Saint-Malo en limite de Agon-Coutainville et de Regnéville-sur-Mer, après avoir traversé 21 communes. Les caractéristiques hydrologiques de la Sienne sont données par la station hydrologique située sur la commune. Le débit moyen mensuel est de 7,67 m3/s. Le débit moyen journalier maximum est de 109 m3/s, atteint lors de la crue du 14 novembre 2010. Le débit instantané maximal est quant à lui de 154 m3/s, atteint le 16 décembre 2011.

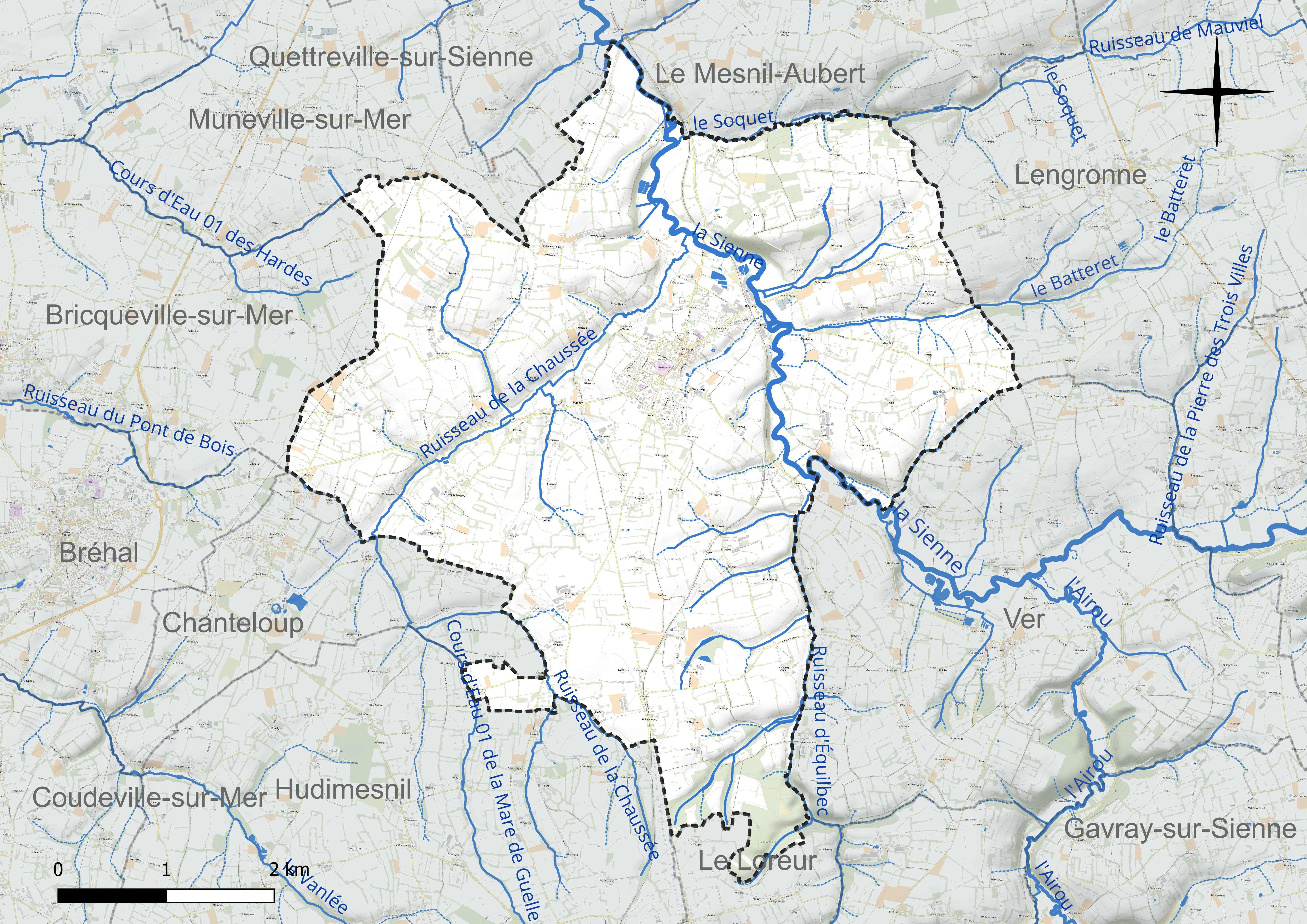
Réseau hydrographique de Cérences.

### Climat
Pour des articles plus généraux, voir Climat de la Normandie et Climat de la Manche.
En 2010, le climat de la commune est de type climat océanique franc, selon une étude du CNRS s'appuyant sur une série de données couvrant la période 1971-2000. En 2020, Météo-France publie une typologie des climats de la France métropolitaine dans laquelle la commune est exposée à un climat océanique et est dans la région climatique  Normandie (Cotentin, Orne), caractérisée par une pluviométrie relativement élevée (850 mm/a) et un été frais (15,5 °C) et venté. Parallèlement le GIEC normand, un groupe régional d’experts sur le climat, différencie quant à lui, dans une étude de 2020, trois grands types de climats pour la région Normandie, nuancés à une échelle plus fine par les facteurs géographiques locaux. La commune est, selon ce zonage, exposée à un « climat maritime », correspondant au Cotentin et à l'ouest du département de la Manche, frais, humide et pluvieux, où les contrastes pluviométrique et thermique sont parfois très prononcés en quelques kilomètres quand le relief est marqué.
Pour la période 1971-2000, la température annuelle moyenne est de 11 °C, avec une amplitude thermique annuelle de 11,6 °C. Le cumul annuel moyen de précipitations est de 957 mm, avec 14,1 jours de précipitations en janvier et 8,6 jours en juillet. Pour la période 1991-2020, la température moyenne annuelle observée sur la station météorologique la plus proche, située sur la commune de Longueville à 11 km à vol d'oiseau, est de 11,9 °C et le cumul annuel moyen de précipitations est de 802,4 mm,. Pour l'avenir, les paramètres climatiques de la commune estimés pour 2050 selon différents scénarios d’émission de gaz à effet de serre sont consultables sur un site dédié publié par Météo-France en novembre 2022.

## Urbanisme

### Typologie
Au 1er janvier 2024, Cérences est catégorisée bourg rural, selon la nouvelle grille communale de densité à sept niveaux définie par l'Insee en 2022.
Elle est située hors unité urbaine.
Par ailleurs la commune fait partie de l'aire d'attraction de Granville, dont elle est une commune de la couronne,. Cette aire, qui regroupe 34 communes, est catégorisée dans les aires de moins de 50 000 habitants,.

### Occupation des sols
L'occupation des sols de la commune, telle qu'elle ressort de la base de données européenne d’occupation biophysique des sols Corine Land Cover (CLC), est marquée par l'importance des territoires agricoles (92,4 % en 2018), en diminution par rapport à 1990 (93,3 %).
La répartition détaillée en 2018 est la suivante : prairies (51,9 %), terres arables (23,9 %), zones agricoles hétérogènes (16,6 %), forêts (4,2 %), zones urbanisées (2 %), zones industrielles ou commerciales et réseaux de communication (1,4 %).

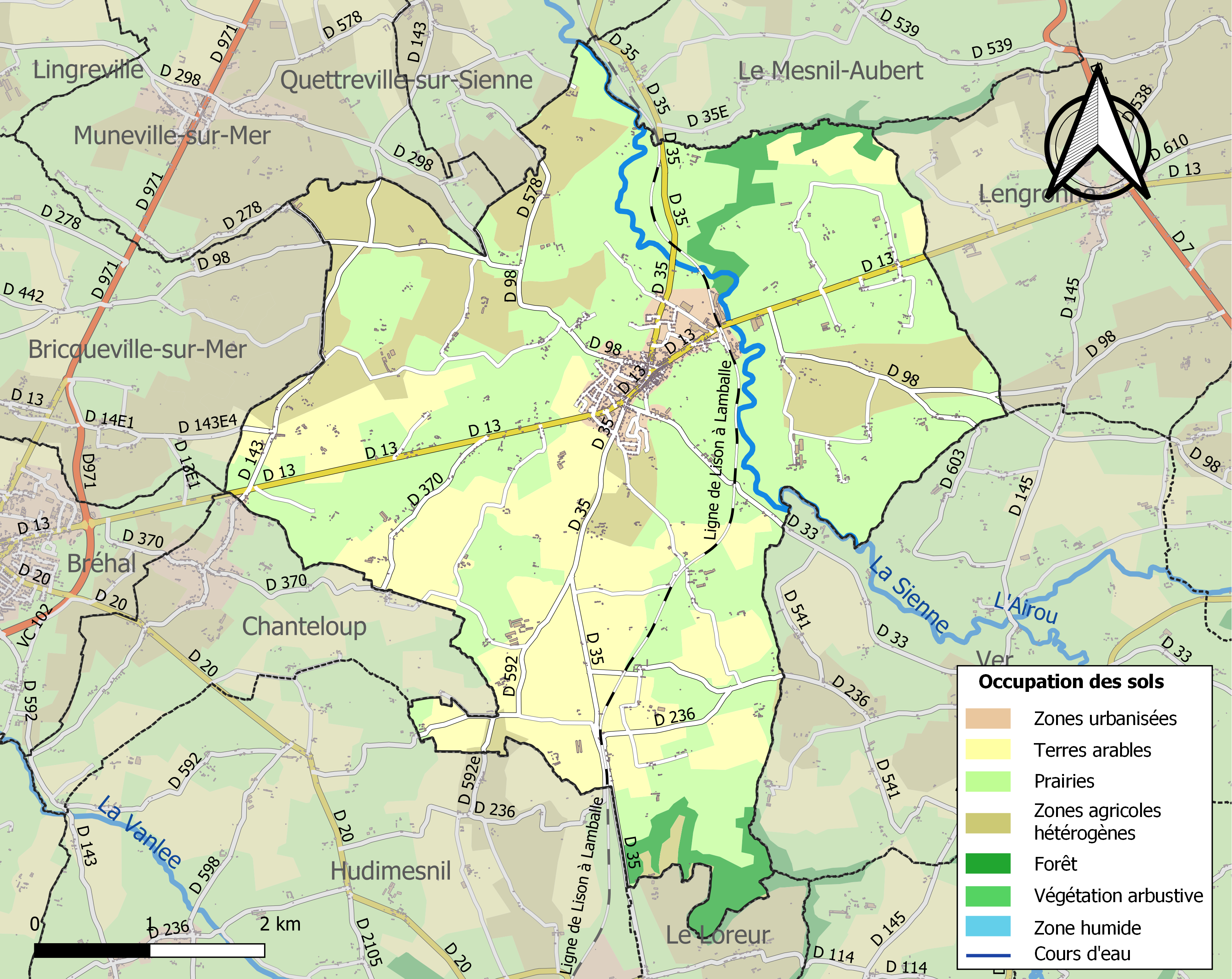
Carte des infrastructures et de l'occupation des sols de la commune en 2018 (CLC).

L'évolution de l’occupation des sols de la commune et de ses infrastructures peut être observée sur les différentes représentations cartographiques du territoire : la carte de Cassini (XVIIIe siècle), la carte d'état-major (1820-1866) et les cartes ou photos aériennes de l'IGN pour la période actuelle (1950 à aujourd'hui).

## Toponymie
Le toponyme est attesté sous la forme curtam que appellatur Cerencis en 1027, Cerencias en 1082.
Albert Dauzat le considère issu ou lié à l'ancien français seran / cerens, « séran », instrument servant à carder la filasse, mot d'origine gauloise, pluriel de l'oïl serence, seran, peigne pour séparer la filasse des fibres de lin ou de chanvre.
Le gentilé est Cérençais.

## Histoire

### Moyen Âge
Au XIe siècle le bourg faisait partie du domaine ducal. Dans le douaire constitué vers 1025 pour l'épouse de Richard III de Normandie (v. 1008-1027), parmi les domaines (cours) concédés on trouve celui de Cérences.
Au XIIe siècle il y eut un prieuré et un certain Carentius y possédait un grand domaine.

### Temps modernes
Au début du XVIe siècle, Jehan du Bois était seigneur de Cérences et de Pirou.
Cérences était le siège d'un bailliage et d'une vicomté,. Louis XIV l'engagea au comte de Toulouse, Louis-Alexandre de Bourbon,.
En 1639, la révolte des Nu-pieds qui s'étendit de l'Avranchin jusqu'à Cérences, entraîna l'incendie en représailles de maisons du bourg par les troupes de Gassion en 1640 sur les ordres de Richelieu.

### Époque contemporaine
Auguste-François Brohon lieutenant-général civil et criminel fut le premier maire de Cérences, ainsi que député de la Manche au Conseil des Cinq-Cents.
À la création des cantons, Cérences est chef-lieu de canton. Ce canton est supprimé lors du redécoupage cantonal de l'an IX (1801).
En 1964, Cérences (1 852 habitants en 1962) absorbe Bourey (73 habitants),.

## Politique et administration
| Période                                  | Période    | Identité             | Étiquette | Qualité                         |
| ---------------------------------------- | ---------- | -------------------- | --------- | ------------------------------- |
| 1830                                     | 1846       | Louis Jouenne        |           |                                 |
|                                          |            |                      |           |                                 |
| 1871                                     | 1876       | Auguste Maheut       |           |                                 |
|                                          |            |                      |           |                                 |
| 1945                                     | 1949       | André de Beaucoudrey |           |                                 |
| 1949                                     | 1971       | Alphonse Letarouilly |           |                                 |
| 1971                                     | 1977       | André Combaux        |           |                                 |
| 1977                                     | 1988       | Jean de Roincé       |           |                                 |
| 1988                                     | avril 2014 | Jean-Louis Remoué    | UMP       | Vétérinaire, conseiller général |
| avril 2014                               | En cours   | Jean-Paul Payen      | SE        | Salarié du secteur médical      |
| Les données manquantes sont à compléter. |            |                      |           |                                 |

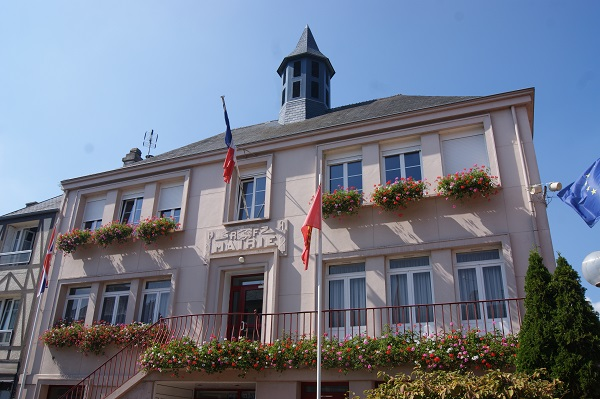
La mairie.

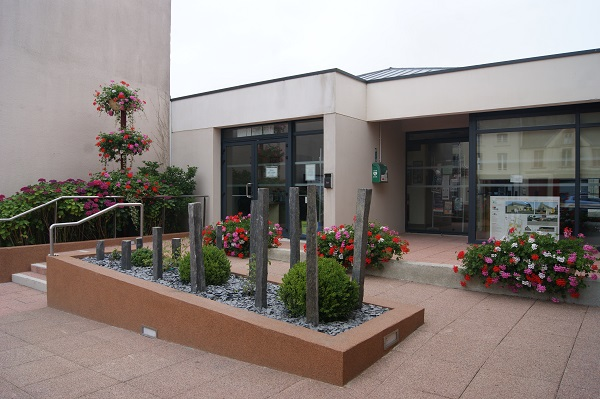
La maison des services publics.

Le conseil municipal est composé de dix-neuf membres dont le maire et cinq adjoints.

## Population et société

### Démographie
L'évolution du nombre d'habitants est connue à travers les recensements de la population effectués dans la commune depuis 1793. Pour les communes de moins de 10 000 habitants, une enquête de recensement portant sur toute la population est réalisée tous les cinq ans, les populations de référence des années intermédiaires étant quant à elles estimées par interpolation ou extrapolation. Pour la commune, le premier recensement exhaustif entrant dans le cadre du nouveau dispositif a été réalisé en 2008.
En 2022, la commune comptait 1 806 habitants, en évolution de −2,17 % par rapport à 2016 (Manche : −0,31 %, France hors Mayotte : +2,11 %).
Cérences a compté jusqu'à 2 346 habitants en 1800. Bourey a atteint son maximum démographique en 1831 avec 357 habitants.
| 1793  | 1800  | 1806  | 1821  | 1831  | 1836  | 1841  | 1846  | 1851  |
| ----- | ----- | ----- | ----- | ----- | ----- | ----- | ----- | ----- |
| 2 207 | 2 346 | 2 320 | 2 052 | 2 064 | 2 296 | 2 253 | 2 218 | 2 244 |

| 1856  | 1861  | 1866  | 1872  | 1876  | 1881  | 1886  | 1891  | 1896  |
| ----- | ----- | ----- | ----- | ----- | ----- | ----- | ----- | ----- |
| 2 141 | 2 162 | 2 100 | 1 942 | 1 991 | 1 916 | 1 917 | 1 855 | 1 910 |

| 1901  | 1906  | 1911  | 1921  | 1926  | 1931  | 1936  | 1946  | 1954  |
| ----- | ----- | ----- | ----- | ----- | ----- | ----- | ----- | ----- |
| 1 698 | 1 648 | 1 754 | 1 634 | 1 710 | 1 802 | 1 767 | 1 776 | 1 808 |

| 1962  | 1968  | 1975  | 1982  | 1990  | 1999  | 2006  | 2008  | 2013  |
| ----- | ----- | ----- | ----- | ----- | ----- | ----- | ----- | ----- |
| 1 852 | 1 833 | 1 865 | 1 858 | 1 777 | 1 757 | 1 789 | 1 798 | 1 862 |

| 2018  | 2022  | - | - | - | - | - | - | - |
| ----- | ----- | - | - | - | - | - | - | - |
| 1 792 | 1 806 | - | - | - | - | - | - | - |

| 1793 | 1800 | 1806 | 1821 | 1831 | 1836 | 1841 | 1846 |
| ---- | ---- | ---- | ---- | ---- | ---- | ---- | ---- |
| 226  | 308  | 328  | 355  | 357  | 353  | 340  | 333  |

| 1851 | 1856 | 1861 | 1866 | 1872 | 1876 | 1881 | 1886 |
| ---- | ---- | ---- | ---- | ---- | ---- | ---- | ---- |
| 301  | 292  | 307  | 211  | 182  | 183  | 175  | 168  |

| 1891 | 1896 | 1901 | 1906 | 1911 | 1921 | 1926 | 1931 |
| ---- | ---- | ---- | ---- | ---- | ---- | ---- | ---- |
| 149  | 160  | 126  | 130  | 125  | 111  | 100  | 118  |

| 1936 | 1946 | 1954 | 1962 | - | - | - | - |
| ---- | ---- | ---- | ---- | - | - | - | - |
| 91   | 95   | 100  | 73   | - | - | - | - |

### Manifestations culturelles et festivités
- Fête communale autour du 14 juillet, autrefois très populaire.
- Fête du jeu et du sport en mars depuis 2014.

## Économie

### Entreprises et commerces
Maisonneuve (fabrication de fûts et citernes), LIS France (poudres alimentaires).
La distillerie de pommes
La distillerie de pommes est créée en 1926. En 1936, elle est rachetée par Lesaffre, industriels du Nord. Située près du pont sur la Sienne et à proximité de la gare, elle est détruite aux trois quarts par les bombardements américains en 1944 et reconstruite en 1946. En 1958, elle se tourne vers le séchage du lait pour produire de la poudre de lait. Dès les années 1970, elle produit de la levure sèche. Avec la réorientation de la PAC (politique agricole commune) et la fin des excédents laitiers, l'usine se spécialise dans le séchage d'ingrédients alimentaires. Ainsi quatre nouvelles tours de séchage sont construites entre 1990 et 2003.

### Tourisme
Un gîte et une aire de camping-cars de six places constituent l'offre d'hébergement de la commune.

## Culture locale et patrimoine

### Lieux et monuments

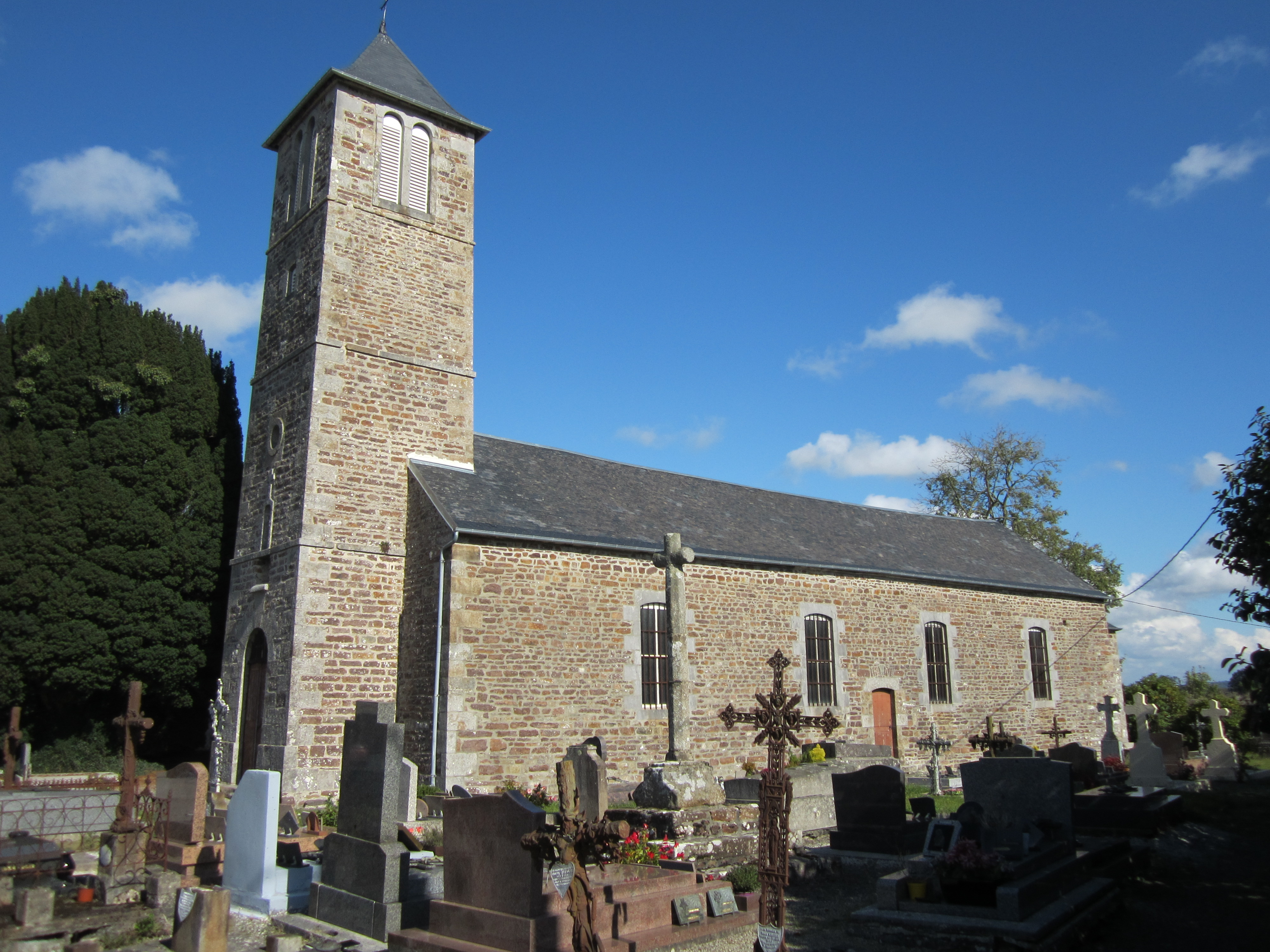
L'église Notre-Dame de Bourey.

- Église Notre-Dame de Cérences des XIIIe – XIVe siècles de style gothique avec un chœur à chevet plat des XIIIe – XVIIIe siècles, un portail du XIIe siècle, une nef de 1757, un clocher enduit et des fenêtres de style roman. Elle dépend de la paroisse Notre-Dame-de-l'Espérance du doyenné du Pays de Granville-Villedieu[56]. Elle abrite une Vierge à l'Enfant du XVIe siècle classée au titre objet aux monuments historiques[57], une chasuble du XVe[58] et les fragments d'un bas-relief du XVe[59],[46].

Le coq de l'église — don du seigneur Adhemary Le Coq en 1709 — est exposé à la mairie.
- Église Notre-Dame de Bourey.
- Château de la Motte Billard des XVIIe – XIXe siècles.
- Manoir de l'Épinay des XVIe – XIXe siècles[61].
- Manoir de Guelle et son pigeonnier.
- Ancien lavoir, puits
- Croix Potier du XVIe siècle.
- La Forêt des elfes, parc aventure[62].
- Ancien moulin.

Pour mémoire
- Château de Bourey de la fin du XVIIIe siècle, rasé en 1980[63].
- Château féodal.

### Personnalités liées à la commune
- Les familles Tanqueray sont présentes depuis au moins 1529, avec Thomas, sieur de Louvel, (vers 1529-1600), puis son fils Thomas (vers 1552-1580) avocat, son fils Bernard (1583-1631), avocat, etc. jusqu'au déménagement d'une partie de la famille à Coutances après 1700 où ils officiaient (lieu du Présidial - palais de justice). Sources : archives départementales d’État Civil. Au village de Bourey (inclus maintenant dans Cérences), les villages Mesnage - Tanqueray, Les Portes et La Métairie faisaient aussi partie de leurs biens.
- Nicolas Deslandes (Cérences, 1744 - 1816), avocat et armateur à Granville où il décèdera, banquier et soutien financier de la guerre d'indépendance des États-Unis, fut anobli en 1783[63],[64].
- Odet-Julien Leboucher, historien né en 1744 à Bourey où il est mort en 1826.
- Ernest Briens (Cérences, 1835 - Cérences, 1907), homme politique.